# 1050.
1050. je šesto desetletje v 11. stoletju med letoma 1050 in 1059. 